# المصابيح الزرق (مسلسل)
المصابيح الزرق هو مسلسل سوري من تأليف حنا مينا، وسيناريو وحوار محمود عبد الكريم، أخرجه فهد ميري، وتم إنتاجه في عام 2012م من قبل المؤسسة العامة للإنتاج التلفزيوني والإذاعي.
تدور أحداث المسلسل والذي تم عرضه في شهر رمضان 2012م لأول مرة، عن الفترة من 1939 إلى 1945 وهي فترة الكفاح السوري ضد الاحتلال الفرنسي من خلال استعراض الأحداث الجارية في تلك الفترة وإلقاء الضوء على عدة شخصيات وعلاقاتهم الاجتماعية والسياسية.

## الممثلون والشخصيات
- سلاف فواخرجي - رندة
- محمد الأحمد - فارس
- غسان مسعود - محمد الحلبي
- أسعد فضة - أبو فارس
- ضحى الدبس - أم فارس
- زهير رمضان - أبو رزّوق
- فادي صبيح - أبو خليل
- سحر فوزي - بربارة
- رنا جمول - مريم السوداء
- جرجس جبارة
- عدنان أبو الشامات
- أندريه سكاف
- غسان عزب
- تولاي هارون
- أحمد فاتح جدوع
- إبراهيم عيسى
- محسن غازي
- سعيد الآغا
- سوسن أبو عفار
- سعد مينه